# Ловозерское месторождение
Ловозерское лопаритовое месторождение — расположено в Ловозерских тундрах на территории Мурманской области.
Ведётся добыча минерала лопарита, который является источником тантала, ниобия, титана и редкоземельных элементов. Ловозерское месторождение в настоящее время является единственным российским месторождением, где производится товарная добыча редкоземельных металлов, титана, тантала и ниобия. Руды, как правило, радиоактивны. На январь 2019 года балансом Государственной комиссии по запасам на Ловозерском лопаритовом месторождении учтены 2653,1 тыс. т REE2O3 по категориям A+B+C1 и 4527,7 тыс. т по категории С2 при среднем содержании 1,12 %; TiO2 3056 тыс. т по категориям A+B+C1 и 5291 тыс. т по категории С2 при среднем содержании 1,3 %.
В настоящее время добыча ведется на подземном руднике Карнасурт. С 1984 по 2009 также работал Умбозерский рудник. В начальный период разработки месторождения (1950—1970-е годы) выемка руды производилась и небольшими карьерами. На горно-обогатительном комбинате производится выделение лопаритового концентрата, который затем направляется на переработку (получение металлов) на ООО «Соликамский магниевый завод». В 2018 году добыча REE2O3 составила 2,7 тыс. т, добыча TiO2 3 тыс. т.
Месторождение является уникальным геологическим объектом. На нем вскрыты уникальные пегматитовые жилы («Шкатулка», «Юбилейная», «Флора»), в которых открыты редкие минералы, многие из которых не встречаются нигде за пределами месторождения.